# Július Krempaský
Július Krempaský (31. března 1931 v Krížovej Vsi, Československo – 6. prosince 2019) byl slovenský fyzik a vysokoškolský pedagog.

## Životopis
Narodil se 31. března 1931 v Krížovej Vsi. Po maturitě na gymnáziu v Kežmarku v roce 1949 se rozhodl pro studium fyziky na Přírodovědecké fakultě Univerzity Komenského v Bratislavě. Studium ukončil v roce 1953. Již v průběhu studia se stal asistentem na katedře fyziky na Elektrotechnické fakultě Slovenské vysoké škole technické, na které také setrval v průběhu celé své pedagogické kariéry.

## Vědecký přínos
Ovlivnil budování a formování vědy a nepřímo i elektrotechnického průmyslu na Slovensku. Jde o spoluautora šesti patentů, neúnavným propagátorem vědy a jejího uplatnění v praxi. V roce 1980 se stal členem korespondentem Slovenské akademie věd a o tři roky později členem korespondentem Československé akademie věd.
Jako první na Slovensku začal zkoumat polovodiče a vychoval první generaci odborníků na tuto problematiku (Měřinský, Hlásnik, Kordoš, Ľuby a další). Prvenství mu patří i v oblasti synergetiky. Pro tuto disciplínu napsal základní vědeckou literaturu a řadu vědeckých článků. Stal se zakladatelem vědního oboru Termodynamické vlastnosti. Na toto téma publikoval několik vědeckých publikací, patentů a vědeckých článků. Stal se rovněž zakladatelem vědního oboru Nekrystalické polovodiče a spoluzakladatelem vědního směru Amorfní kovy (ve spolupráci s Ing. Duhajem, DrSc.)

## Pedagogický přínos
Podílel se na modernizaci procesu výuky fyziky na vysokých technických školách a napsal na toto téma základní učebnici v rozsahu 750 stran. V oblasti středních škol stimuloval aktivitu v oblasti „integrovaného“ vyučování přírodovědy a napsal pro tuto oblast základní učební pomůcky. Vyškolil 27 aspirantů a asistoval při získání vícerých vědeckých titulů (DrSc.).

## Ocenění
- 1989 Národní cena SR (za založení vědního oboru "Termofyzikálne vlastnosti")
- 1998 Cena SAV za popularizaci vědy
- 2002 Cena ministra školství Slovenské republiky za vědu a techniku
- 2006 Řád Ľudovíta Štúra II. třídy (za mimořádně významné zásluhy v oblasti rozvoje vědy a školství)

## Patenty
1. Krempaský J.: Spôsob a zariadenie na meranie koeficientu teplotnej a tepelnej vodivosti. Patent č. 100881
2. Krempaský J., Macko P.: Polárny planimeter na meranie plôch priečnych prierezov telies. Patent č. 100880
3. Krempaský J.: Spôsob komplexného merania elektrických, tepelných a termoelektrických parametrov polovodičov. Patent č. 114727
4. Krempaský J.: Metóda merania Z parametra polovodičov. Patent č. 103578
5. Krempaský J., Bobik M.: Sonda na meranie termofyzikálnych parametrov stavebných hmôt. PV 2042 - 88
6. Krempaský J., Smrčinová M.: Regulácia chemických štruktúr v silnom magnetickom poli. PV 0123 – 88

## Publikační činnost

### Monografie a vědecko-populární díla
- Krempaský, J.: Meranie termofyzikálnych veličín, Veda SAV,1969, 288 str.
- Krempaský, J. a kol.: Synergetika, Veda SAV, 1988, 263 str.
- Krempaský, J.: Fyzika. Učebnica pre vysoké školy technické, Alfa Bratislava, SNTL Praha, 1982, 760 str., 2. vyd. 1988, 503 str.
- Krempaský J. : Základy fyziky a techniky polovodičov. 192 str. SVTL, Bratislava 1960.
- Krempaský J. : Otázky a odpovede z polovodičov. 260 str. ALFA, Bratislava 1973.
- Preložené do maďarštiny: Krempaský J. : Félvezetok - kérdések -feleletek, Muszaki Konyvkiadó,Budapest 1977.
- Krempaský J. : Vesmírne metamorfózy. 288 str. Smena, Bratislava 1. vyd. 1986, 2. vyd. 1989.
- Krempaský J. a kol.: Didaktické a metodologické aspekty vyučovania fyziky na vysokých školách technických a poľnohospodárskych. 150 str. Ústav rozvoja vysokých škôl, Bratislava 1985.
- Krempaský J. : Súčasnosť a perspektívy modernej fyziky. 32 str. Soc. akadémia SSR, Bratislava 1978.
- Krempaský J. : Evolúcia vesmíru a prírodné vedy. Integrované vyučovanie prírodných vied. SPN, Bratislava 1992.
- Krempaský J. a kol.: Veda - viera - spoločnosť 1-4, 500 str. KDH Bratislava, 1991.
- Krempaský J., Horylová R.: Pohyb ako integrujúci činiteľ vied. 30 str. Metodické centrum, Bratislava, 1994.
- Krempaský, J. : Integrovaná prírodoveda. Metodické centrum Bratislava, 1997, 240 str. (V rámci programu Phare).
- Krempaský, J.: Kresťanstvo a fyzika. Spolok Sv. Vojtecha, Trnava, 1999, 229 str.
- Glaube und Denken, Jahrbuch der Karl – Heim - Gesellschaft. Článok: Theorie der chaos - Aufforderung für die Theology. Frankfurt am Main - ... Oxford, 2000.
- Holec a kol.: Prírodoveda. Tri kapitoly, 24 str., Univerzita M. Bela, Banská Bystrica, 1999.
- Krempaský, J. - Horylová, R.: Kvantitatívna teória evolúcie. Metodické centrum Bratislava, 47 str., 2001.
- Krempaský, J. - Schauer, F.: Fyzika I a II, 611 str. , CD, Univerzita T. Bati, Zlín 2004.
- Krempaský, J. - Horylová, R.: Fundamentálne pojmy integrovanej prírodovedy, 118 str., Metodicko-pedagogické centrum v Bratislave, 2004. (CD)

### Skripta
- Krempaský, J.: Fyzika I a II, EF SVŠT, 600 str., 1982.
- Krempaský, J. - Schauer, F.: Fyzika I a II. 665 str., Vojenská akadémia Brno, 1982.
- Krempaský, J. - Lasz, J.: Polovodiče. 390 str. Elektrotechnická fakulta SVŠT Bratislava, 1978.
- Krempaský a kol.: Fyzika - príklady a úlohy. Alfa Bratislava, 1988, 263 str.
- Krempaský a kol.: Otázky – problémy - úlohy z fyziky. 225 str., Alfa Bratislava, 1982.
- Krempaský, J. - Macko, F.: Polovodičové praktikum. EF SVŠT Bratislava, 1970, 150 str.
- Krempaský, J.: Synergetika, 420 str. Slovenská technická univerzita Bratislava, Krempaský, J.: Synergetika, 420 str. Slovenská technická univerzita Bratislava, II. vydanie 2001
- Krempaský, J.: Základy všeobecnej teórie relativity /pre učiteľov/, 25 str. Ped. fak. TU - pripravené na vydanie
- Holec a kol.: Prírodné vedy v živote, /dve kapitoly/, FEI STU Bratislava 1998.
- Krempaský, J.: Veda verzus viera ?, 200 str. Vyd. VEDA SAV Bratislava, 2005.

### Vědecké publikace
- Varga Š., Krempaský J.: Calculation of the electronic structure of amorphous Fe self -consistent scheme. J.Phys.: Condens. Matter 1 (1989),7851 - 7860.
- Majková E., Červenák J., Krempaský J., Duhaj P.: Temperature Dependence of the Seebeck Coefficient in InSb Prepared by Rapid Quenching. phys. stat. sol. (b), 153 (1989), K 147.
- Krempaský J., Smrčinová M.: Chemical temporal and spatial structures in strong magnetic field. Collect. Czech. Chem. Commun. vol 54 (1989), 1232 - 1243.
- Krempaský J., Bobík M.: Sonda na nedeštruktívne meranie termofyzikálnych veličín a vlhkosti stavebných látok a konštrukcií. Stavebnícky čas., 37 (1988), 145 - 156.
- Krempaský J.: Synergetic structuralisation of matter from the gaseous state in an expanding universe. acta phys. slov. 38 (1988), 370 - 379.
- Krempaský J., Kvetoň R.: Selection in regulated autocatalytic Systems. Gen. Physicl. and Biophys. 5 (1986), 517 - 528.
- Hricovíni K., Krempaský J.: Použitie fotoelektrónovej spektroskopie pri štúdiu kovových skiel. Čs. čas pro fyziku 36 (1986), 564 - 581.
- Krempaský J., Bednárik J.: Synergetics of threshold switching in non-crystalline semiconductors. acta phys. slov. 36 (1986), 139 - 149.
- Hricovíni K., Krempaský J.: UPS and XPS studies of Fe – Ni - B matellic glasses. J. Phys.F.: Met. Phys. 15 (1985), 1321 - 1329.
- Krempaský J.: Synergetika – integrálna teória strednej úrovne. Filozofický čas. 32 (1984), 876 - 880.
- Hricovíni K., Krempaský J.: On the electronic structure of Iron - boron alloys phys. stat. sol. (b) 124 (1984), K 147.
- Hricovíni K., Mikušík P. Krempaský J.: Photoemission studies of Pd-Si-Co amorphous alloys. phys.stat.sol. (B) 118 (1983), 823 - 827.
- Krempaský J., Květoň R.: Development of structures states far from equilibrium at external regulation. acta phys. slov. 33 (1983), 115 - 128.
- Krempaský J.: Fyzika v sociológii. Čs. čas. fyz. A 32 (1982), 604 - 615.
- Krempaský J.: Vznik nových kvalít očami fyzika. Pokroky mat., fyz. a astronómie, 27 (1982), 181 - 195.
- Vajda J.,Švec P., Varga š.,Krempaský J.: The electrical resistivity at low temeperatures and during transition to crystalline state an the Seebeck coefficient of metal glasses. acta phys. slov. 32 (1982)/ 135 - 143.
- Krempaský J., Macková V.: The Wiedemann-Franz law in semiconductor and metal glasses. acta phys. slov. 29 (1979), 56 - 66.
- Krempaský J., Kráľová B.: Special thermiphysical measurements. acta phys. slov. 28 (1978), 301 - 306.
- Krempaský J.: A theory of electrical conductivity in metallic glasses. Czech. J. Phys. B 28 (1978), 653 - 662.
- Krempaský J.: On the charcter of local electric fields in amorphous semiconductors. Journal of Non - Crystalline Solids 27 (1978), 135 - 137.
- Barančok D., Krempaský J., Dieška P.: Thermal analysis of triple valued I - V characteristics of amorphous switching devices. Journal of Non - Crystalline Solids 16 (1974), 299 - 302.
- Barta Š., Cesnak L., Krempaský J., Kubičár L.: Complex analysis of disturbing factors influence upon the measurement of thermal parameters by means of a pulse method. Czech. J. Phys. B 23 (1973), 703 - 714.
- Krempaský J., Barančok D.: The use of modified relaxation time in the transport theory of Non - Crystalline semiconductors. phys. stat. sol. (b) 74 (1976), 741 - 751.
- Krempaský J., Vajda J., Zentko A., Duhaj P.: Peculiarities in the temperature dependence of electrical resistivity of metallic glasses. phys. stat. sol. (a) 52 (1979), 387 - 395.
- Barančok D., Dieška P., Krempaský J.: Switching effect in amorphous semiconductors at discontinous changes in the heat transfer from the sample. phys. stat. sol. (a) 16 (1973), 253 - 261.
- Krempaský J., Dieška P.: The use of the size effect theory in the transport theory of disordered structures. phys. stat. sol. (b) 56 (1973), 365 - 374.
- Krempaský J., Červenák J., Dieška P., Kubek J.: The temperature hysteresis of the current-voltage characteristics of thin semiconducting films. phys. stat. sol. (a) 6 (1971), 415 - 423.
- Červenák J., Krempaský J.,: The influence of contacts on the VA-characteristics of thin-layer systems with amorphous semiconductors. Czech. J. Phys. B 21 (1971), 285 - 294.
- Kubičár Ľ., Krempaský J.: On the accuracy of the Heat-Pulse method for measuring thermophysical quantities. phys. stat. sol. (a) 2 (1970), 739 - 747.
- Krempaský J.,Kováčik M.: Použitie Hallovej sondy na meranie termofyzikálnych veličín.Elektrotechnický čas. 19 (1968), 683 - 693.
- Budke O., Krempaský J.: Measurement of thermal parameters of thin films and plane-paralel plates located on a thermally conductive base. phys. stat. sol. 21 (1967), 175 - 182.
- Krempaský J., Macková V., Skočková E.: Nové metódy merania koeficientu teplotnej a tepelnej vodivosti látok. Mat - fyz. čas. SAV II (1961), 146 - 157.
- Krempaský J.: K vývodu VA charakteristiki perechoda p-n. Mat - fyz. čas. SAV 10 (1960), 196 - 204.
- Krempaský J.: Nerovnovážne koncentrácie elektrónov a dier nehomogénnych polovodičov so zmiešanou vodivosťou. Mat - fyz. čas. SAV 9 (1959), 109 - 127.
- Krempaský J.: Koncentrácia voľných nosičov náboja nehomogénnom polovodiči s jedným typom vodivosti. Mat - fyz. čas. SAV 9 (1959), 19 - 28.
- Krempaský J.: Zjednotená teória vzniku objemovej a bariérovej fotoelektromotorickej sily v polovodičoch. Čs. čas. fys. 9 (1959), 487 - 498.
- Barta Š., Bielek J., Krempaský J.: Izmerenije teploprovodnosti, temeperaturoprovodnosti i teploemkosti obrazcov vida polovo cilindra. Fyz. čas. SAV 17 (1967), 20 - 42.
- Krempaský J.: Meranie nehomogenit polovodičov fotoelektrickou metódou. Elektrotechnický čas. SAV 13 (1962), 335 - 342.
- Krempaský J.: Koncentrácie prímesí v kryštáli pripravenom zonálnou tavbou pri znečistení len prvej zóny. Mat-fyz.čas. SAV 7 (1957), 7 – 15.
- Krempaský J.: O možnosti využitia Valdesovej metódy na meranie tepelných charakteristík a „z“ parametra polovodičov. Čs.čas.fys. 12 (1962), 353 - 362.
- Krempaský J.: Meranie tepelných charakteristík a "Z" parametra polovodičov. 137 - 144.
- Krempaský J.: The use of point and line heat sorrces for measuring thermophysical quantities of plane-paralel plates and thin films. Czech. J. Phys. B 15 (1965), 865 - 882.
- Krempaský J.: New methods of measuring thermal and thermoelectric charackteristics of substances, particularly semiconductors on samples of undifined shape. Czech. J. Phys. B 14 (1964), 533 - 554.
- Krempaský J.: Elektrické sondy na meranie tepelných parametrov kvapalín a mäkkých materiálov. Mat-fyz.čas. SAV 14 (1964), 236 - 251.
- Krempaský J.: Thermophysical figure of merit of thin plates and thin films. Fyzikálny čas. SAV 19 (1969), 13 - 20.
- Krempaský J.: Theoretical analysis of a pulse method for measuring drift mobilities. Fyzikálny čas. SAV 22 (1972), 196 - 206.
- Krempaský J., Dieška P.: Influence of size effect upon thermal and electrical conductivity of thin filaments and wires with coating. Fyzikálny čas. SAV 20 (1970), 138 - 147.
- Krempaský J.: Metódy merania tepelných a termoelektrických parametrov látok. Čs. čas. fys. 16 (1966), 136 - 170.
- Krempaský J.: Metódy merania tepelnej a teplotnej vodivosti látok. Měrová technika 3 (1964), 157 - 168.
- Krempaský J.: Tenzor deformácie priestoru a času pohybom. Mat - fyz. čas. SAV, 2 (1955), 124 - 131.
- Bezák V., Krempaský J.: A phenomenological theory of the thermal conductivity of thin films. Czech. J. Phys. B 18 (1968), 1264 - 1276.
- Krempaský J., Macko P.: Meranie prúdovej hustoty v ľubovoľnom mieste monokryštálu polovidiča. Elektrotechn. čas. SAV II (1960), 301 - 306.
- Krempaský J., Květoň R.: System analysis of two cuppled brusselators. System analysis M.S. (1990), 145 - 153 (NDR).
- Krempaský J.: Synergetika a evolúcia. Filozofický čas. SAV (1989)
- Krempaský J.: Social processes in light of the natural sciences. Humanaffairs 1 (1991), 97 - 105.
- Krempaský J.: Amorphous metal im Slovakia, Key Engineering Materials Vols. 40 (1990), 1 - 14, Trans. Techn. Publications Switzerland.
- Krempaský J.: Vývoj z pohľadu fyziky. Filozofia 44 (1989), 291 - 300.
- Krempaský J.: Synergetické štruktúry v neobmedzených prostrediach. Zborník " Fyzika a synergetika " JČSMF Praha (1989).
- Krempaský J., Jex I.: The bifurcation in diffusion-hydrody -namicai systeme with 0(3) symetry. Acta phys slov. (1992)
- Krempaský J., Krejčiová E.: On the Origin of „pure“ chirality of aminoacids and sacharides in prebioticalera. Gen.Physiology and Biophysics 12 (1993),85-91.
- Krempaský J., Smrčinová M., Ballo P.: Periodicity and chaos in a photosynthetic system. Photosynthesis Research 37 (1993), 159 - 164.
- Babinec P., Krempasky J.: Synergetic Mechanizmus of Chiral Symetry Breaking in Prebiotic Evolution. Gen. Physiol. Biophys. 13 (1994), 267 - 273.
- Krempasky J.: Súčasnosť a perspektíva materiálov a technológií. ekt 47 (1994), 74 - 80.
- Smrčinová M., Krempasky J., Ballo P.: Nonlinear Phenomena in Photobiochemical Systems. EPS „Trends in Physics“, Firenze (1993).
- Krempasky J.: Integrované vyučovanie prírodnych vied. Mat.-fyz.-infor. 2 ( 1992/93),129 - 132.
- Krempasky J. : Súčasnosť a perspektíva materiálov a technológií. Didmattech „93“, Nitra 1993.
- Krempasky J.: Vývoj z pohľadu fyziky. Filozofia, prírodné vedy a vývoj. Filoz. ústav SAV, Bratislava 1992.
- Krempasky J.: Prírodné vedy a náboženstvo. Bulletin ústr. metod.centra MŠ-SR, (1993), 2 - 7.
- Krempaský, J.: Physics as a basis of the general aducation of engineers. Visions and Strategies for Europe. Praha 1994.
- Krempaský, J.: Physics - Art - Religion. Project "Semiotics of Culture - Cultural Semiotics. Ed. J. Bernard, USA 1987.
- Krempaský, J., Smrčinová, M., Ballo, P.: Oscillations in a Chloroplast Suspension System. General Phys. Biophys. 14 /1995/ 463 - 471.
- Bokes, P. - Krempaský, J.: Chaos in Photosynthesis. Journ.of Electr. Engineering 48 /1997/, 312-315.
- Dubnička, J. - Krempaský, J.: Chaotický dialóg o chaose. Organon 4 /1997/, 279-296.
- Krempaský, J.: Time. Acta Paed. Fac. Univ. Tyrnaviensis. I /1997/, 269-281.
- Smrčinová, M., Särensen, P. G., Krempaský, J., Ballo, P.: Chaotic Oscillation in a Chloroplast System under Constant 1 Ilumination. Int. Journ. of Bifurcation and Chaos 8 /1998/, 2467-2470.
- Krempaský, J. - Štetina, M.: Photosynthesis as a dicrete biochemical process. Journ "Discrete DynaMics in Nature and Society". Vol.5 /2000/, 81-87.
- Krempaský, J.: Caotic Dynamics. SEFI Annual Conf. 1996, Vienna.
- Andrašík, J. - Krempaský, J.: Emergence of Deterministic Chaos. Ekonom. čas. Vol. 50 /2002/, 1076-1099.
- Krempaský, J.: Social Processes in Light of the Natural Sciences. Human Affairs I /1991/, 17 - 105.
- Krempaský, J .: Amorphous Metals in Slovakia. Key Eng. Mat. Vol. 40 /1990/, 1 - 14.
- Krempaský, J.: Fyzika a kultúra. Obzory mat., fyz. a inf. 3 /2001/, 33-37.